# Poseidon Rex
Poseidon Rex (Monstrum z hlubin) je filmový horor z roku 2013 od režiséra Marka L. Lestera.
Při hledání dávno ztraceného mayského pokladu pomocí výbušnin potápěči náhodou probudí prehistorického predátora, který může cestovat po souši i po vodě. Film byl zveřejněn 22. září roku 2013.

## Obsazení
- Brian Krause – jako Jackson Slate, který je hledač pokladů a má milostný poměr se Sarah
- Anne McDaniels – jako Sarah, která je mořská bioložka a má milostný poměr s Jackem
- Steven Helmkamp – jako Rod
- Candice Nunes – jako Jane
- Berne Velasquez – jako Henry
- Gildon Roland – jako Tariq
- Pulu Lightburn – jako Raf
- Remo – jako Raul
- Phillip Coc – jako kapitán John
- Serapio Chun – jako First Mate
- Paul Hyde – jako Ajay
- Joe Requena – jako Azeem
- Aaron Lauriano – jako Edric